# Gmina Pniewy (Powiat Grójecki)
Die Gmina Pniewy ist eine Landgemeinde im Powiat Grójecki der Woiwodschaft Masowien in Polen. Ihr Sitz ist das gleichnamige Dorf.

## Gliederung
Zur Landgemeinde Pniewy gehören folgende 38 Ortschaften mit einem Schulzenamt:
Aleksandrów
Budki Petrykowskie
Ciechlin
Cychry
Daszew
Dąbrówka
Ginetówka
Jeziora
Jeziora-Nowina
Jeziórka
Józefów
Jurki
Karolew
Kocerany
Kolonia Jurki
Konie
Kornelówka
Kruszew
Kruszewek
Michrów
Michrówek
Michrów-Stefów
Natalin
Nowina-Przęsławice
Osieczek
Pniewy
Przęsławice
Przykory
Rosołów
Teodorówka
Wiatrowiec
Wilczoruda
Wilczoruda-Parcela
Witalówka
Wola Grabska
Wola Pniewska
Wólka Załęska
Załęże Duże